# Standardiseringsorgan for dataprotokoller
Eksempler på standardiseringsorganer for dataprotokoller:
- The Internet Engineering Task Force, IETF
- International Organization for Standardization, ISO.
- International Telecommunication Union, Telecommunication standardization sector, ITU-T.
- International Electrotechnical Commission, IEC.
- The Institute of Electrical and Electronics Engineers, Inc., IEEE.